# Першерон
Першерон (от френски: percheron) е порода впрегатни коне, произхождаща от долината на река Юин в северна Франция, част от областта Перш, чието име носи.
Обикновено сиви или черни на цвят, представителите на породата имат добра мускулатура и са известни със своята интелигентност и желание за работа. Макар че точният им произход е неизвестен, предците на породата се отглеждат в долината на Юин поне от 17 век, първоначално селектирани като бойни коне. С времето започват да ги използват за теглене на дилижанси, а след това и в земеделието и в превоза на тежки товари. В края на 18 век и началото 19 век в породата е внесена арабска кръв. В края на 19 век износът на першерони от Франция за Съединените щати и други страни бързо нараства, а първият самостоятелен регистър на породата е издаден във Франция през 1883 година.
С началото на Първата световна война износът на першерони за Америка е прекратен, но те започват да се използват широко за военни цели. От 1918 година породата се развъжда и във Великобритания, а след поредица от краткотрайни опити през 1934 година се утвърждава и регистър на породата в Съединените щати. През 30-те години на нея се падат 70% от впрегатните коне в Съединените щати. След Втората световна война числеността на породата намалява, макар че и днес тя се използва за обработка на земята, както и за производство на месо.